# Edwin Forbes Glenn

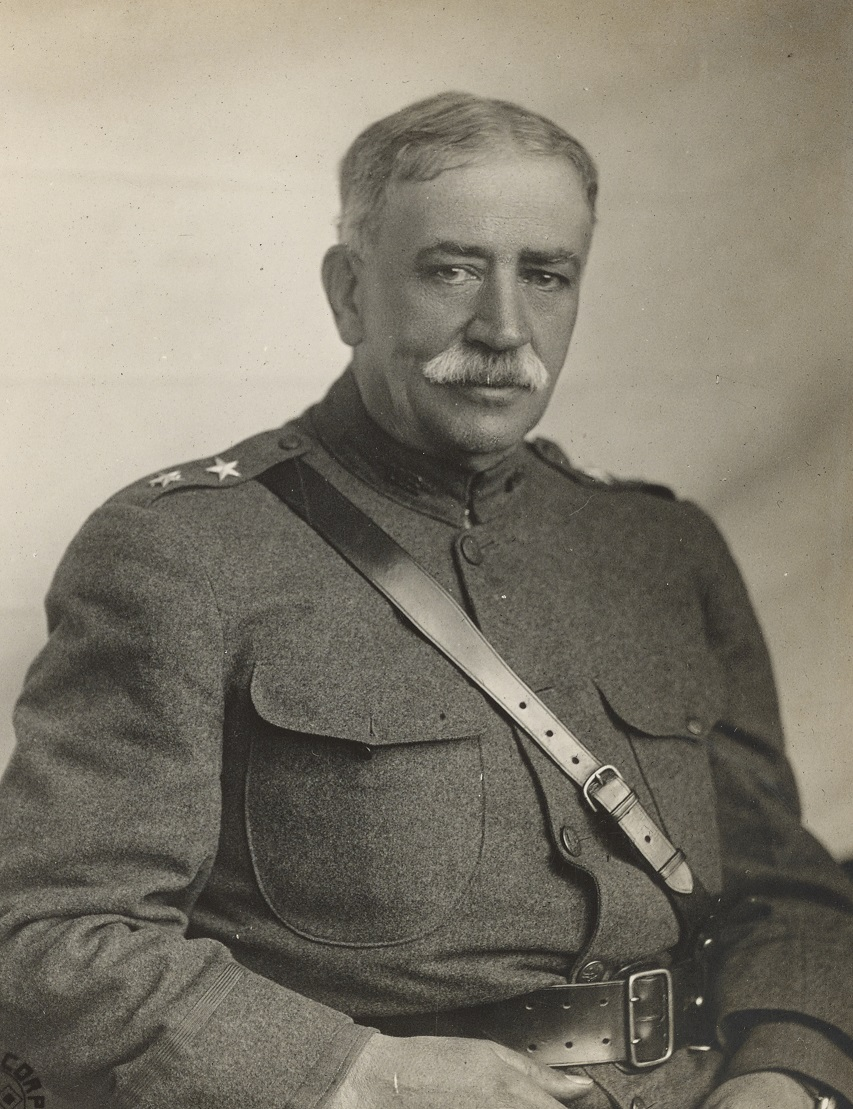
Edwin Forbes Glenn als Generalmajor, 1918

Edwin Forbes Glenn (* 10. Januar 1857 in North Carolina; † 5. August 1926) war ein US-amerikanischer General im Ersten Weltkrieg.

## Leben
Glenn wurde 1857 im Bundesstaat North Carolina geboren. Er absolvierte die US-Militärakademie in West Point im Jahr 1877. 1890/1891 erhielt er einen Abschluss in den Rechtswissenschaften. Er war als judge advocate, ein Offizier des Judge Advocate General’s Corps der US-Armee, an verschiedenen Orten tätig. 1896 heiratete er Louise Smith, mit der er vier Kinder hatte. 1898 und 1899 leitete Glenn als Captain eine Alaska-Expedition der US-Armee. Dabei erkundete er das Innere Alaskas. Er dokumentierte seine Erkundungen in Form von Fotografien, Handbüchern und Landkarten. Eine Reihe geografischer Objekte, beispielsweise Gletscher, Berge und Flüsse, wurden von ihm nach Expeditionsteilnehmern benannt. Während seiner Militärkarriere war Glenn im Westen der USA, in Mexiko und auf den Philippinen.
Wegen der Anwendung der "Wasser-Behandlung", einer Foltermethode ähnlich dem Waterboarding, beim Einsatz seines Regimentes gegen Aufständische auf den Philippinen wurde Major Glenn 1902 von einem Militärgericht für schuldig gesprochen und zu einer Strafe von einem Monat Freistellung und 50 US-Dollar verurteilt.
1912–1913 war Glenn Kommandant von Fort Harrison bei Indianapolis. Im September 1917 wurde die 83. Infanteriedivision (American Expeditionary Forces) unter dem Kommando von Glenn aktiviert und im Juni 1918 über den Atlantik gebracht. Teile der Division wurden im Ersten Weltkrieg an verschiedenen Orten eingesetzt. Im Oktober 1919 wurde die Einheit deaktiviert. Glenn ging im Dezember 1919 in den Ruhestand und starb am 5. August 1926.

## Ehrungen
In Alaska wurden mehrere geografische Objekte nach Glenn benannt, darunter die Ortschaft Glennallen und der Glenn Highway. Das Camp Edwin F. Glenn ist ein National Historic District in Fort Benjamin Harrison in Indianapolis in Indiana.